# Свято-Михайлівська церква (Полонки)
Свято-Михайлівська церква в селі Полонки — чинний православний храм у стилі українського бароко XVIII століття у Полонках Чернігівської області, Україна. Є одним з найяскравіших прикладів поєднання традиційної архітектури з архітектурою бароко на Чернігівщині. Церква також відома завдяки чудодійному джерелу Божої Матері і Архангела Михаїла, яке знаходиться поряд.
Церква має статус пам'ятки архітектури національного значення, охоронний номер 1786.

## Географія
Село, як і Свято-Михайлівська церква, стоїть у річковій долині посеред густих заплавних лісів, вздовж річки Удай. Розташовується в Прилуцькому районі, в 17 км від Прилук і в 187 км від Києва. До нього веде три дороги, всі звивисті: перша, від траси Р67 Пирятин—Прилуки через село Удайці (11 км); друга, від дороги T2530 через село Івківці; третя, також від дороги T2530, але між селами Ладан і Журавка. На півдні села, в 50 метрах від річки Удай, височіє Михайлівський храм.

## Історія
Храм будувався під впливом традиційної дерев'яної архітектури храмів Лівобережжя. Точної дати початку і закінчення будівництва не визначено, існує кілька припущень у яких роках її могли звести: 1660-х, 1720-х або 1777—1779-х роках. Найвірогідніше, що її побудували у 1720-х роках, це підтверджує і згадка про перебудову церкви в 1760—1770 роках, на кошти сина священника Олександра Шила. Хоча є припущення, що він лише добудував їй дві бані, бо на початку церква була тридільною, але з однією банею, а потім дві бані добудували разом з ліпниною на фасадах. Ще пізніше в інтер'єрі був зроблений настил дерев'яних хорів з огорожею. На початку ХІХ століття підлогу храму вимостили кольоровою плиткою. В ті часи хвилі річки Удай підходили майже до храму. У 1929—1930 роках Свято-Михайлівську церкву закрили, дзвони відвезли на переплавку, а в приміщенні храму спочатку влаштували лазню, а потім — зерновий склад. Під час Другої світової війни, після окупації Німеччиною села Полонки церква поновила свою роботу, і відтоді не зачинялася. В кінці 1990-х років було проведено капітальний ремонт, відреставровано інтер'єр, відновлено розписне склепіння. В 2016 році ще раз провелася реставрація храму. Наразі церква належить церковній общині «Несподівана радість і Архангела Михайла». В ній регулярно проводяться богослужіння. Підпорядковується Ніжинській єпархії УПЦ. Біля церкви знаходиться цілюще джерело, обладнане каплицею, також облаштоване криницею для зручності прихожан, до якого паломництво не припиняється і в зимову пору року.

## Опис
Церква побудована у традиціях народної дерев'яної архітектури Лівобережної України. Вона є мурованою трибанною тридольною з прямокутною середньою ділянкою, до якої зі сходу прилягає п'ятигранна апсида, а із заходу — притвор. Центральний четверик увінчаний масивним восьмигранним барабаном, а два інші верхи завершені декоративними барабанами з полігональними куполами і на кінці грушоподібної форми куполами. На фасадах присутня ліпнина. Декоративні рами з карнизами ніжно прикрашають стіни будівлі. Три наявні входи у церкву прикрашені порталами. Цегляний і побілений храм хрестоподібного планування відноситься до хрестово-купольного типу. Підлога в ньому вимощена кольоровою плиткою. Подвір'я церкви оточене огорожею, з декоративною брамою, декількома будівлями і дзвіничкою, виходить прямо на берег річки Удай. В Михайлівській церкві у невеликому ковчезі зберігаються мощі десниці святителя Димитрія, митрополита Ростовського. Десниця святителя була випадково відірвана гробовою кришкою при відкритті мощей українським священномучеником Арсенієм 21 вересня 1752 року. Після цього зберігалася в Ростові у срібному ковчезі в ризниці Спасо-Якового монастиря окремо від інших мощей. Коли монастир закрили в 1920 році, ковчег був вилучений з іншими коштовностями більшовицькою владою, але святиню вдалося врятувати. Певний час вона зберігалася у священника Іоана Смоличева. Після його арешту в 1930 році, мощі залишилися у його дружини Олександри (черниця Агнія). У зв'язку з висланням чоловіка, хвилюючись про свою долю, Агнія передає святиню сім'ї Флерових, де вона зберігалася тривалий час. В 1997 році Віра Флерова нарешті змогла повернути мощі під опіку православної церкви. 3 жовтня 2002 року з благословення митрополита Антонія мощі з урочистостями були розділені на три частини і одна з них була передана громаді Свято-Михайлівської церкви села Полонки при великому зібранні прочан і духовенства. Вважається, що мощі Димитрія Ростовського допомагають студентам і школярам добре вчитися, а хворих зцілює від недуг. В церкві також знаходиться місцевошанована ікона «Несподівана Радість». У глибині яру, в 650 метрах від храму, знаходиться джерело Божої матері та архангела Михайла, біля якого є каплиця, невелика купальня і освячений та почищений колодязь з чудодійною водою, яка за твердженнями людей, допомагає при хворобах. Також неподалік від Полонок знаходиться «печера ченця», яку викопав на початку XVII століття чернець Київського Межигірського монастиря і прожив у ній в молитвах одиноким пустельником все життя. У цій печері в 1930—1940 роках жив відлюдником праведник Лук'ян, протестуючи, таким чином, проти переслідувань церкви більшовицькою владою.